# Eisenbach (Hammerbach)
Der Eisenbach ist der rechte Oberlauf des nur kurzen Hammerbaches, der beim Stadtteil Hammereisenbach-Bregenbach von Vöhrenbach im Schwarzwald-Baar-Kreis in Baden-Württemberg aus dem Zusammenfluss mit dem linken Oberlauf Urach entsteht und dort bald von rechts in die Breg mündet.

## Geographie

### Verlauf
Der Eisenbach  entspringt auf der Gemarkung der Stadt Titisee-Neustadt in Oberschwärzenbach am Hellewanderhof und fließt zunächst in östliche Richtung. Nach zwei Kilometern tritt er an dessen Siedlungsrand aufs Gebiet des Luftkurortes Eisenbach über. Ab hier fließt der Eisenbach vorwiegend nach Nordosten. Am Westrand von Hammereisenbach-Bregenbach tritt er auf die Gemeindegemarkung von Vöhrenbach über und fließt wenige Meter weiter nach einem Lauf von 9,2 km mit der von Nordosten kommenden Urach zusammen zum Hammerbach, der nach einem kurzen östlichen Lauf von nur 1,5 km in die Breg mündet. 
Größter Zufluss des Eisenbachs ist die beim Zinken Unterschollach des Ortsteils Schollach mündende Schollach, die den Eisenbachoberlauf bis hierher sowohl nach Länge wie Einzugsgebiet übertrifft und deshalb hydrologisch gesehen der Hauptast des Eisenbach-Flusssystems ist. Mit ihr als Oberlauf wäre ihm eine Länge von 11,3 km zuzusprechen.
Da der Eisenbach der zwar etwas kürzere, aber einzugsgebietsreichere Oberlauf des Hammerbachs ist, gilt er hydrologisch als Hauptstrang des Hammerbach-Flusssystems und teilt mit dem gemeinsamen Unterlauf Hammerbach die amtliche Fließgewässerkennzahl. Zuweilen wird deshalb auch der Hammerbach zum Eisenbach gerechnet – manchmal jedoch auch wegen deren größerer Länge auf dem Namensabschnitt zur Urach.

### Zuflüsse
- Schwärzenbach (rechts, 1,1 km und 0,8 km²)
- Höchstbach (rechts, 0,8 km und 1,3 km²)
- Wiesbach (links, 1,3 km und 1,0 km²)
- Schollach (links, 7,5 km und 15,1 km²)
- Bubenbächle (rechts, 4,3 km und 4,7 km²)
- Sommerdobelbach (links, 2,0 km und 1,0 km²)
- Vorderbergbach (rechts, 0,9 km)